# 1585
Відродження •  Реформація •  Доба великих географічних відкриттів •  Ганза •  Річ Посполита •  Нідерландська революція •  Релігійні війни у Франції

## Геополітична ситуація
Османську державу очолює Мурад III (до 1595). Імператором Священної Римської імперії є Рудольф II (до 1612). У Франції королює Генріх III Валуа (до 1589).
Королем Іспанії, Португалії, частини Італії та півдня Нідерландів є Філіп II Розсудливий (до 1598). Північні провінції Нідерландів оголосили незалежність. Північна Італія за винятком Венеційської республіки належить Священній Римській імперії.
Королевою Англії є Єлизавета I (до 1603). Король Данії та Норвегії — Фредерік II (до 1588). Король Швеції — Юхан III (до 1592). Королем Богемії та Угорщини є імператор Рудольф II (до 1608).
Королями Речі Посполитої, якій належать українські землі, є Стефан Баторій та Анна Ягеллонка.
У Московії править Федір I Іванович (до 1598). Існують Кримське ханство, Ногайська орда. Єгиптом володіють турки. Шахом Ірану є сефевід Мухаммад Худабенде.
У Китаї править династія Мін. Значними державами Індостану є Імперія Великих Моголів, Біджапурський султанат, Віджаянагара. В Японії триває період Адзуті-Момояма.
Триває підкорення Америки європейцями. На завойованих землях існують віцекоролівства Нова Іспанія та Нова Кастилія. Португальці освоюють Бразилію.

## Події

### В Україні
- Гетьман Запорозький Михайло Ружинський здійснив похід на Перекоп.
- Письмова згадка про Камінь (Романівський район), засновано Шаргород.
- Переяслав та Острог отримали магдебурзьке право.

### У світі

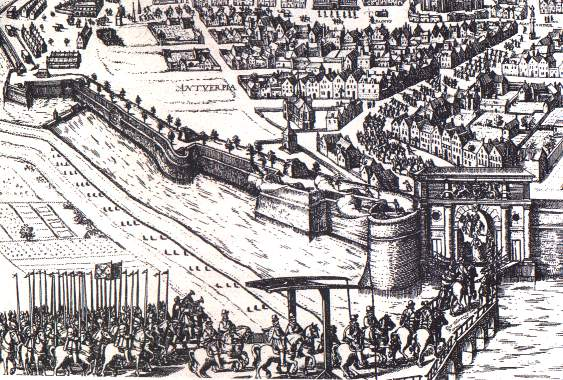
Вхід іспанських військ в Антверпен.

- Завойовник Сибіру Єрмак Тимофійович загинув у бою з силами хана Кучума.
- Нідерландська революція:
  - У лютому іспанці захопили Брюссель.
  - 17 серпня, після року облоги, іспанці захопили місто Антверпен. Незважаючи на миролюбну поведінку іспанців, більшість ремісників-протестантів (понад 100 тисяч) залишили місто, і Антверпен на декілька століть охопив занепад.
  - Штатгальтером Голландії та Зеландії став Моріц Оранський.
  - У серпні англійська королева Єлизавета I оголосила протекторат над Нідерландами. Англія вступила у війну.
- У Франції почалася восьма гугенотська війна, що отримала назву війни трьох Генріхів (Генріх III, Генріх де Гіз, Генріх Наваррський).
- Іспанія заарештувала англійські кораблі у своїх портах, з чого почалася Англо-іспанська війна (1585—1604).
- 20 липня експедиція Джона Девіса досягла південного краю Гренландії, який було названо Землею Запустіння.
- 12 липня перші англійські колоністи з'явилися у Новому Світі — група з 108 переселенців, очолювана сером Річардом Гренвілем, висадилась на острові Роаноке поблизу сучасної Північної Кароліни.
- Розпочався понтифікат Сікста V (1529—1590).
- У Центральній Африці утворилася держава Луба.

## Народились
Див. також: Категорія:Народились 1585
- 9 вересня — герцог де Рішельє Арман Жан дю Плессі, французький кардинал, генералісимус, глава королівської ради (перший міністр Франції)

## Померли
Див. також: Категорія:Померли 1585
- 10 квітня — на 83-му році життя помер Григорій XIII, римський папа (з 1572), якому ми завдячуємо сучасним календарем.
- 6 серпня — у бою з ханом Кучумом загинув Єрмак Тимофійович.
- Венцель Ямнітцер, німецький золотих справ майстер.